# Podziemia Kamiennej Góry w Lubaniu
Podziemia Kamiennej Góry w Lubaniu – sztolnie wydrążone podczas II wojny światowej pod wzgórzem Kamienna Góra w Lubaniu, w województwie dolnośląskim.
Budowa podziemnego kompleksu trwała od 1943 do 1945 roku. Oficjalnie miał to być schron przeciwlotniczy.

## Budowa
Sztolnie wydrążone zostały w bazalcie pod wzgórzem Kamienna Góra w Lubaniu. Według planu odnalezionego przez Tomasza Bernackiego w 2011 r. w Archiwum Państwowym w Lubaniu, ich łączna długość wynosi 915 m. Na podstawie badań przeprowadzonych za pomocą odwiertów ustalono, że wykonano około 350 m podziemnych korytarzy. Jednakże biorąc pod uwagę, że szyny zostały częściowo zdemontowane i użyte do zbrojenia stropów i ociosów sztolni, można przypuszczać, że prace górnicze doprowadzono do końca.
Potwierdzone zostało istnienie sztolni nr 1 (wykonano 123 m), sztolni nr 2 z wysadzonymi wejściami od strony dzisiejszej ul. Parkowej oraz sztolni nr 3, roboczo nazwanej depozytową (jest to jedyny „ślepy” chodnik). Potwierdzono również istnienie łącznika, czyli korytarza łączącego sztolnię nr 1 i nr 2. Tory biegnące w kierunku sztolni nr 4 (tzw. „ucieczkowej”), świadczą, że i ona została przynajmniej częściowo wykuta.
W początkowych odcinkach, korytarze w obudowie drewnianej. Wewnątrz częściowo zachowały się tory dla wózków górniczych do wywożenia urobku oraz same wózki. Znaleziono 5 wózków, kilofy, łopaty, gable, liczne wiertła o długości ponad 2 m. Pozostałości przewodów elektrycznych świadczą, że kompleks był oświetlony. Na odcinkach początkowych korytarze mają wymiary około 2 × 2 m, głębiej około 3 × 3 m.
Dzięki badaniom, przeprowadzonym w lipcu 2020 r. wiadomo, że wewnątrz sztolni nr 1 wilgotność wynosi 89%, temperatura 11 st. C, a poziom tlenu 17,4%.
Na zboczu Kamiennej Góry, w pobliżu wejść od strony ul. Parkowej, zachowało się betonowe pomieszczenie do przechowywania materiałów wybuchowych, wykorzystywanych podczas drążenia tuneli.

## Historia
Budowę podziemi rozpoczęto w 1943 r. Przedsięwzięcie koordynował Związek Obrony Przeciwlotniczej Rzeszy (Reichsluftschutzbund), przy wsparciu 2. i 6. Kompanii 104. Batalionu RAD (Reichsarbeitsdienst, czyli Służba Pracy Rzeszy), a następnie 1. Kompanii 129. Batalionu Budowlanego (Bau-Batalion 129). Wiele prac wykonywali jeńcy i robotnicy przymusowi z lubańskich obozów pracy.
W lutym 1945 r., podczas ofensywy Armii Czerwonej, rejon sztolni był zaciekle broniony przez Niemców. Oddziały Wehrmachtu zaminowały wszystkie drogi prowadzące na Kamienną Górę.
7 maja 1945 r. oddziały niemieckie rozpoczęły wycofywanie się z Lubania; to prawdopodobnie wówczas wejścia do sztolni zostały wysadzone.
- 1945–1946 – częściowo zachowane odcinki sztolni zostały spenetrowane przez wojsko. Znaleziono wówczas broń, maszyny do pisania oraz dokumenty[11].
- 1949–1950 – podczas wizyty inspektorów z Przedsiębiorstwa Poszukiwań Terenowych z Warszawy stwierdzono trzy wysadzone wejścia, jednak zrezygnowano z dalszych badań z powodu kosztownych i ryzykownych prac ziemnych.
- czerwiec 2011 – podczas kwerendy w Archiwum Państwowym w Lubaniu miejscowy regionalista Tomasz Bernacki natrafił na kalkę techniczną z projektem sztolni z adnotacją „Luftschutzstollenbau am Steinberg. Lauban, Schlesien” (pol.: Budowa schronu przeciwlotniczego na Kamiennej Górze. Lubań, Śląsk)[1][2][12].
- listopad 2011 – przeprowadzono prace wiertnicze od strony ul. Strzeleckiej. Natrafiono na sztolnię wykutą w kamieniu bazaltowym[13].
- grudzień 2011 – odkopano wejścia do sztolni „ucieczkowej” (44 m długości) od strony ul. Strzeleckiej. Wewnątrz znajdowały się szyny i wózki.
- styczeń 2012 – podczas próby odkopania wejścia południowego natrafiono na szyny, instalację elektryczną oraz wysadzony odcinek sztolni z drewnianymi obudowami. Z powodu zbyt rozległego zawału, próbę przekopu przerwano.
- marzec 2012 – poszukiwanie bocznego wejścia do sztolni wewnątrz tzw. kociołka (wyrobisko bazaltu). Próba nieudana, choć po pracach z nieznanych przyczyn znacząco obniżył się poziom wody w sąsiednim zbiorniku.
- maj 2013 – wraz z Grupą Eksploracyjną Miesięcznika Odkrywca GEMO przeprowadzono odwierty w celu sprawdzenia istnienia sztolni południowej. Na głębokości 24 metrów dowiercono się do zalanego wodą schronu[14].
- marzec 2018 – ponowne odwierty w poszukiwaniu dalszych odcinków sztolni. Dowiercono się do schronu w trzech różnych lokalizacjach, potwierdzając istnienie północnego i południowego odcinka.
- listopad 2019 – powrót do prac związanych z odkopaniem wysadzonego wejścia od strony południowej[9].
- marzec 2020 – rozpoczęcie penetracji podziemi za pomocą sondy wpuszczanej w wywiercone wcześniej otwory. Okazało się, że w sztolni nr 1 nie ma już zalegającej wcześniej wody[15].

W 2020 r. kontynuowane są prace, prowadzone przez Stowarzyszenie Miłośników Górnych Łużyc wraz z Grupą Eksploracyjną Miesięcznika Odkrywca GEMO, mające na celu wykonanie przekopu udostępniającego, badań archeologicznych, a finalnie udostępnienie podziemi do zwiedzania.